# KAIRA
KAIRA (англ. Kilpisjärvi Atmospheric Imaging Receiver Array) — радіоастрономічна обсерваторія у Фінляндії, поблизу кордону з Норвегією і Швецією. Розташована у селі Кілпіс'ярві в комуні Енонтекійо і підпорядкована Університету Оулу. Обсерваторія складається з двох систем радіотелескопів на основі LOFAR і здатна проводити спостереження на коротких і ультракоротких хвилях. Використовується для атмосферних, навколоземних і астрономічних досліджень.
KAIRA використовує обладнання для цифрової обробки сигналів і фазовану антенну решітку LOFAR. Конфігурація фазованої решітки не має рухомих частин і її цифрове керування дозволяє KAIRA швидко сканувати небо, забезпечуючи велике поле зору. KAIRA може неперервно створювати зображення радіопрозорості іоносфери по всьому небу, використовуючи космічний радіошум для вимірювання її пропускної спроможності (цей метод називається ріометрією). KAIRA також може отримувати профілі щільності електронів в атмосфері. Це дозволяє вивчати взаємодію сонячного вітру з атмосферою, наприклад полярне сяйво та інші явища космічної погоди. Окрім дослідження ближнього космосу, KAIRA використовувалась для спостережень пульсарів за допомогою радіоінтерферометрії з наддовгою базою.
KAIRA працює або як окремий пасивний приймач, або в поєднанні з іншими регіональними ультракороткохвильовими експериментами, або як приймач для радара EISCAT, розташованого поблизу Тромсе в Норвегії. Радіотелескоп також використовується для дослідження технології для майбутньої системи EISCAT_3D — запланованої мережі KAIRA-подібних фазованих решіток для побудови тривимірних зображень.
Радіотелескоп складається з фазованої решітки приймачів, згрупованих у дві окремі підрешітки: одна підрешітка містить 48 низькочастотних антен LOFAR (англ. Low-Band Antennas, LBA), що працюють на частотах 10–90  МГц, а інша містить 48 високочастотних антен LOFAR (англ. High-Band Antenna, HBA), які охоплюють діапазон частот 110—270 МГц.
Високочастотна антенна решітка HBA орієнтована в напрямку радара EISCAT в Тромсе, який передає на частоті 224 МГц. Передавач EISCAT і приймач KAIRA разом утворюють бістатичну радарну систему.
Низькочастотна решітка LBA вштована приблизно так само, як і внутрішня конфігурація віддаленої станції LOFAR (RS-INNER). Антени розташовані квазівипадковим чином в межах кола, що має оптимізувати діаграму спрямованості антенної решітки. Решітка LBA використовується для сонячної астрономії, загальної радіоастрономії, досліджень іоносферних сцинтиляцій, багаточастотної ріометрії та інших експериментів із пасивним приймачем.